# Burg Lichtenberg (Elsfleth)
Die Burg Lichtenberg ist eine abgegangene hochmittelalterliche Burg der Grafschaft Oldenburg. Sie liegt nordöstlich des Ortsteils Huntebrück der Gemeinde Berne im niedersächsischen Landkreis Wesermarsch westlich des Flusses Hunte.

## Geschichte
Um 1200 ließ der Oldenburger Graf Moritz I. zum Schutz vor den Stedingern zwei Burgen in Lienen und Lichtenberg bauen. Laut einer konkurrierenden Überlieferung in der Rasteder Chronik ist die Burg Lichtenberg im Zuge eines Aufstandes der Stedinger zwischen 1158 und 1184 zerstört worden. Möglicherweise handelt es sich aber dabei um zwei verschiedene Anlagen.
Gesichert ist hingegen, dass die Stedinger Bauern sich gegen die von den Burgen Lienen und Lichtenberg ausgehende Bevormundung empörten und in einem Aufstand 1204 beide Burgen zerstörten. Die Zerstörung der Burg Lichtenberg soll dabei von den Einwohnern von Oldenbrok übernommen worden sein. Ein Wiederaufbau fand nicht statt.
Die Siedlung Lichtenberg selbst ist um 1273/75 als ein herrschaftlicher Meierhof nachgewiesen, der 1302 an das Kloster Hude verkauft wurde. Erst von 1745 an war Lichtenberg wieder ein adliges Gut.
Früher war von der Burg noch ein geschlossener Grabenring mit einer Größe von ca. 170 x×80 m erkennbar, der aber heute planiert ist.